# Skagens kyrka

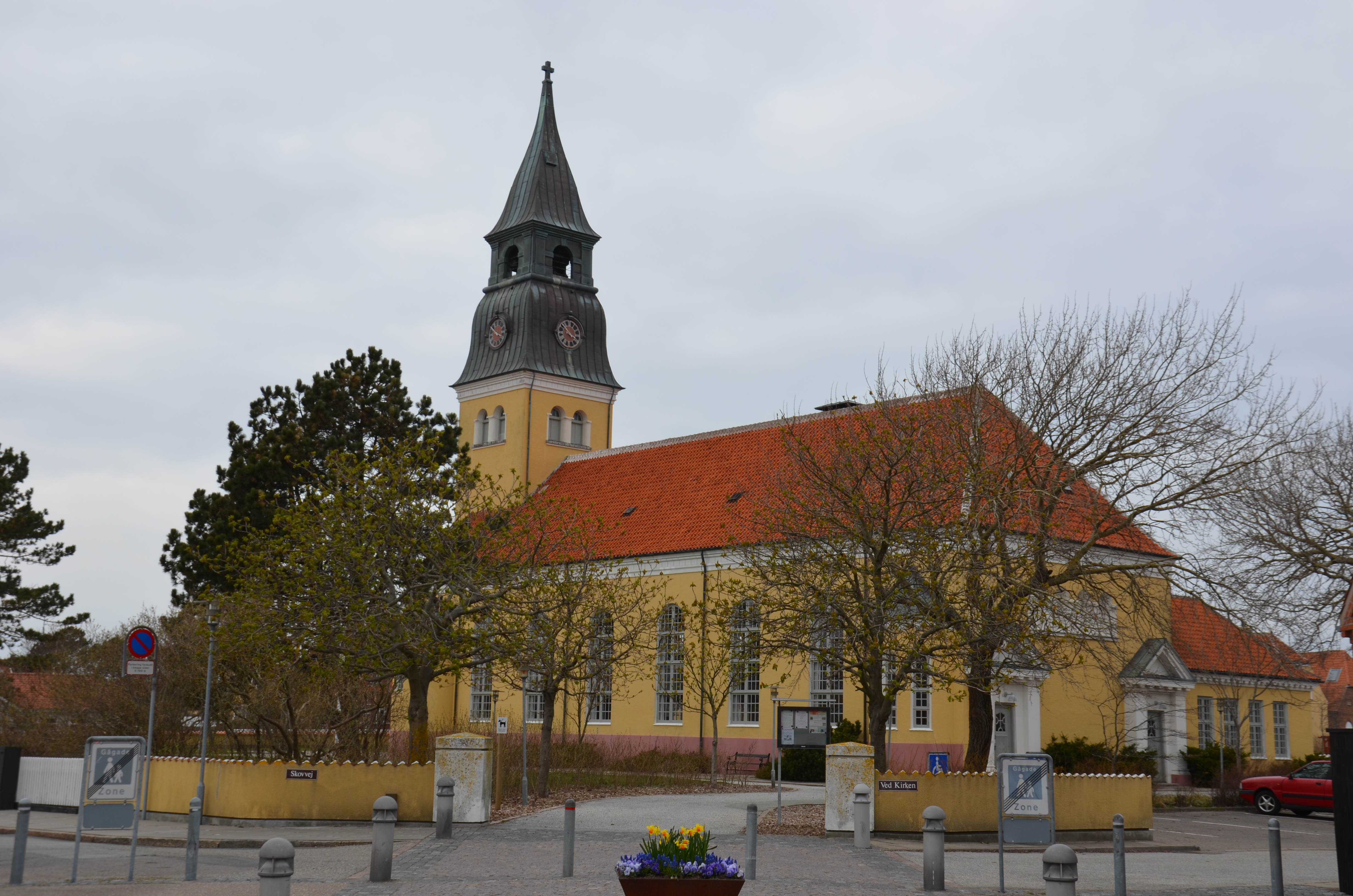
Skagens kyrka

Skagens kyrka är en kyrka i Skagen i Frederikshavns kommun och i Aalborgs stift.
Skagens kyrka byggdes 1841 för att ersatta den i slutet av 1700-talet stängda och rivna Sankt Laurentii kyrka, den tilsandede kirke, sydväst om Skagen. Den ursprungliga kyrkan ritades av bygningsdirektør Christian Frederik Hansen och en ombyggnad 1909–10 av Ulrik Plesner och Thorvald Bindesbøll. Vid ombyggnaden tillkom bland annat tornet med sin barockinspirerade tornhuva, medan C.F. Hansens interiör bevarades utan förändringar.